# Esteban Maidana
Esteban Ramón Maidana García (San Ignacio Guazú, 19 de abril de 1999) es un futbolista paraguayo. Juega de mediocampista y su equipo actual es el Club Sportivo 2 de Mayo de la Primera División de Paraguay, cedido por el Club Libertad.

## Clubes
| Club                               | País     | Año       |
| ---------------------------------- | -------- | --------- |
| Club Libertad                      | Paraguay | 2018-act. |
| Fernando de la Mora (préstamo)     | Paraguay | 2022      |
| Guaireña FC (préstamo)             | Paraguay | 2023      |
| Club Sportivo 2 de Mayo (préstamo) | Paraguay | 2023-act. |